# تور ریکاوری
تور ریکاوری سری کنسرت‌های اروپایی توسط امینم، خواننده رپ آمریکایی بود که در حمایت از آلبوم ریکاوری ۲۰۱۰ و همچنین آلبوم بازگشت ۲۰۰۹ ساخته شد. به جای تور گسترده آلبوم، امینم تور را به سه جشنواره اروپایی برد، در طی سه شب با بیش از ۲۰۰۰۰۰ نفر اجرا کرد. در نوامبر ۲۰۱۰، امینم عنوان F1 Rocks 2010 را در سائو پائولو عنوان کرد. در سال بعد، هشت نمایش دیگر از جشنواره‌های آمریکای شمالی و اروپا اعلام شد. این تور همچنین به ۳ نمایش استادیوم در استرالیا که در دسامبر ۲۰۱۱ برگزار شد، گسترش یافت. آنها اولین نمایش‌های او در استرالیا از سال ۲۰۰۱ بود.

## زمینه
امینم قبل از انتشار آلبوم بازگشت گفته بود که به دلیل دخترش هیلی، دوست ندارد بخاطر آلبوم سفر کند. با این حال، در ۲۳ فوریه ۲۰۱۰، اعلام شد که امینم با تیتر سه جشنواره مهم اروپایی - T in the Park 2010 در اسکاتلند، Oxegen 2010 در ایرلند و Openair Festival در فروآنفلد، سوئیس به صحنه زنده بازگشت. وب سایت امینم به نقل از وی نوشت: من از بازگشت به اروپا برای اجرای برخی از برنامه‌ها بسیار هیجان زده هستم. جمعیت در آنجا همیشه بزرگ، دیوانه و فداکار هستند … احساس دوباره این انرژی بسیار عالی خواهد بود.
بیانیه مطبوعاتی رسمی همچنین نشان داد که گرو دی۱۲ در هر یک از تاریخ‌ها به امینم پیوست. جشنواره دیگری - F1 Rocks 2010 - در پاییز ۲۰۱۰ به این تور اضافه شد.

## اقدامات افتتاحیه
- لیل وین (استرالیا)
- اسلاترهاوس (آسیا) و (اروپا) - Slane و پاریس
- کندریک لامار (اروپا) - گلاسکو و پاریس
- یلاولف (اروپا) - Slane & Glasgow
- آینده عجیب (اروپا) - Slane، گلاسکو و پاریس
- پلن بی (اروپا) - Slane (فقط)

## تاریخ‌های تور
| تاریخ                     | شهر            | کشور              | محل                                           |
| اروپا                     | اروپا          | اروپا             | اروپا                                         |
| ------------------------- | -------------- | ----------------- | --------------------------------------------- |
| ۹ ژوئیه ۲۰۱۰              | فراونفلد       | سوئیس             | جشنواره هوای آزاد                             |
| ۱۰ ژوئیه ۲۰۱۰             | بالادو         | اسکاتلند          | T در پارک                                     |
| ۱۱ ژوئیه ۲۰۱۰             | شهرستان کیلدره | ایرلند            | اکسن                                          |
| آمریکای شمالی             |                |                   |                                               |
| ۲۵ سپتامبر ۲۰۱۰           | فرسنو          | ایالات متحده      | جشنواره کانون                                 |
| آمریکای جنوبی             |                |                   |                                               |
| ۵ نوامبر ۲۰۱۰             | سائو پائولو    | برزیل             | F1 Rocks                                      |
| پای آمریکای شمالی شماره ۲ |                |                   |                                               |
| ۱۱ ژوئن ۲۰۱۱              | منچستر         | ایالات متحده      | جشنواره موسیقی بونارو                         |
| ۲۹ ژوئیه ۲۰۱۱             | مونترال        | کانادا            | جشنواره موسیقی و هنر Oshea                    |
| ۵ اوت ۲۰۱۱                | شهر کانزاس     | ایالات متحده      | جشنواره موسیقی Kanrocksas                     |
| ۶ اوت ۲۰۱۱                | شیکاگو         | ایالات متحده      | لولاپالوزا                                    |
| پا اروپا ۲                |                |                   |                                               |
| ۲۰ اوت ۲۰۱۱               | استافوردشایر   | انگلستان          | جشنواره پنجم                                  |
| ۲۱ اوت ۲۰۱۱               | چلمزفورد       | انگلستان          | جشنواره پنجم                                  |
| ۲۴ اوت ۲۰۱۱               | بانگور         | ایرلند شمالی      | حیاتی تننت                                    |
| استرالیا                  |                |                   |                                               |
| ۱ دسامبر ۲۰۱۱             | ملبورن         | استرالیا          | ورزشگاه اتحاد                                 |
| ۲ دسامبر ۲۰۱۱             | سیدنی          | استرالیا          | استادیوم فوتبال سیدنی                         |
| ۴ دسامبر 2011             | سیدنی          | استرالیا          | استادیوم فوتبال سیدنی                         |
| آسیا                      |                |                   |                                               |
| ۱۶ اوت ۲۰۱۲               | اوزاکا         | ژاپن              | جزیره ورزشی Maishima                          |
| ۱۷ اوت ۲۰۱۲               | توکیو          | ژاپن              | میدان دریایی QVC {{سخ}} دکتر. مهمان باش       |
| ۱۹ اوت ۲۰۱۲               | سئول           | کره جنوبی         | ورزشگاه المپیک جامسیل {{سخ}} دکتر. مهمان باش  |
| ۴ نوامبر ۲۰۱۲             | ابوظبی         | امارات متحده عربی | مسابقات جایزه بزرگ فرمول ۱                    |
| پای اروپا # ۳             |                |                   |                                               |
| ۱۵ اوت ۲۰۱۳               | هاسلت (کیوویت) | بلژیک             | جشنواره Pukkelpop                             |
| ۱۷ اوت ۲۰۱۳               | اسلان          | جمهوری ایرلند     | قلعه Slane                                    |
| ۲۰ اوت ۲۰۱۳               | گلاسگو         | اسکاتلند          | جلسات تابستانی گلاسکو                         |
| ۲۲ اوت ۲۰۱۳               | پاریس          | فرانسه            | Stade de France                               |
| ۲۴ اوت ۲۰۱۳               | خواندن         | انگلستان          | جشنواره خواندن {{سخ}} دیدو "استن" را اجرا کرد |
| ۲۵ اوت ۲۰۱۳               | لیدز           | انگلستان          | جشنواره لیدز {{سخ}} دیدو "استن" را اجرا کرد   |

## نمایش‌های لغو شده
| تاریخ       | شهر   | کشور  | محل     | دلیل                |
| ----------- | ----- | ----- | ------- | ------------------- |
| ۱۹ اوت ۲۰۱۱ | هاسلت | بلژیک | پوکلپوپ | هوای بد - رعد و برق |